# Protectorat de Beiting
Le protectorat de Beiting, ou protectorat général de Beiting (chinois : 北庭(大)都護府 ; pinyin : běitíng (dà) dūhùfǔ ; Wade : Pei-t'ing (Ta) Tu-hu-fu ; litt. « protectorat(-général) de la cour du Nord »), est un protectorat créé en 702 par la dynastie Tang pour contrôler la région de Beiting, qui se situe au nord de la ville-royaume de Gaochang. Il est également appelé préfecture de Ting (庭州, tíngzhōu).
Cette création est voulue par l'impératrice Wu Zetian, qui installe le siège du protectorat de Beiting dans le Zhou de Ting (Zhou, se traduit parfois par préfecture), à partir duquel seront gérés les Zhou de Yi et Xi, en plus de celui de Ting. Le protectorat de Beiting disparaît en 790, quand le Zhou de Ting est conquis par l'empire du Tibet.
En 2014, les Routes de la soie, et plus précisément le réseau de routes du corridor de Chang’an-Tian Shan, sont intégrées à la liste du patrimoine mondial de l'UNESCO. Parmi les sites concernés par ce classement, on trouve les ruines de la ville de Beiting.

## Histoire du protectorat

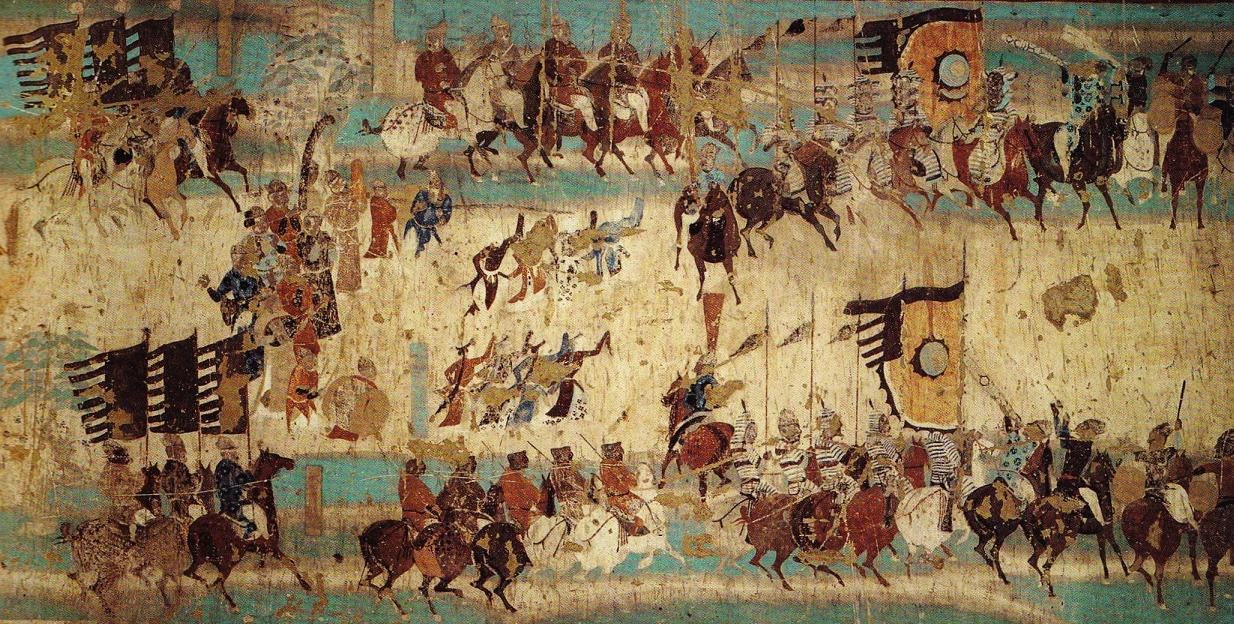
Peinture murale commémorant la victoire du général Zhang Yichao sur l'empire du Tibet en 848. Grotte de Mogao No 156, période de la fin de la dynastie Tang.

En 702, Wu Zetian décide de diviser le protectorat général pour pacifier l'Ouest, ou protectorat d'Anxi, en deux protectorats distincts. Pour ce faire, elle détache d'Anxi les préfectures (州, zhōu) de Ting, Yi et Xi qu'elle érige en protectorat de Beiting. Le siège du nouveau protectorat est alors installé dans la préfecture de Ting.
Dès 715, l'empire du Tibet, qui dispute le contrôle des Régions de l'Ouest (Xiyu) à la Chine depuis la chute du Khaganat turc occidental, attaque le nouveau protectorat. Cette attaque n'est que le prolongement et la suite des incursions menées par les Tibétains dans les territoires du protectorat pour pacifier l'Ouest, avant qu'il soit divisé en deux. Cependant, si l'empire du Tibet est le principal ennemi des Tang dans la région, il n'est pas le seul. Ainsi, en 735, ce sont les Türgesh, une tribu turque de la Confédération Dulu (en), qui attaquent à leur tour la préféecture de Ting.
En 755, éclate la révolte d'An Lushan, qui va embraser toute la Chine. Pour lutter contre les révoltés, la dynastie Tang retire 200 000 soldats des Régions de L'Ouest et les redéploie pour protéger la capitale.
En 764, l'empire du Tibet profite de l'affaiblissement des Tang lié à cette guerre civile pour envahir le corridor du Hexi et conquérir le Zou de Liang, coupant ainsi les protectorat d'Anxi et Beiting du reste des territoires de la dynastie Tang. Malgré cet isolement, les protectorats restent relativement à l’abri des attaques sous la direction de Guo Xin pour l'un et Li Yuanzhong pour l'autre. Tous deux continuent de correspondre avec la cour des Tang via des messages envoyés secrètement, ce qui leur vaut d’être nommés protecteurs généraux en 780 par l'empereur Tang Dezong.
Malgré la résistance de Li Yuanzhong, les heures du protectorat sont comptées. En 781, l'empire du Tibet conquiert la préfecture de Yi; et si en 789, le moine Wukong peut constater de visu que la préfecture de Ting est toujours contrôlé par un commandant chinois nommé Yang Xigu, les Tibétains s'en emparent dès l'année suivante. Finalement, ces derniers s'emparent de la préfecture de Xi en 792, mettant ainsi fin de facto, à l'existence du protectorat.

## Devenir après l'annexion par le Tibet
Les Tibétains n'ont guère le temps de profiter de leur nouvelle conquête, car quasi immédiatement, le Khaganat ouïgour s'empare du Zhou de Xi, qui devient la nouvelle frontière entre les deux empires.
La situation reste calme et stable jusqu'en 848, date à laquelle Zhang Yichao se rebelle contre la domination tibétaine dans le Zhou de Sha. Il s'empare du Zhou de Yi en 850, puis de celui de Xi en 851 et enfin celui de Ting en 866. Cependant, les victoires de Yichao ne se traduisent pas par un retour des Tang dans la région, car il perd immédiatement le contrôle des Zhou de Ting et Xi, ainsi que de Luntai au profit du royaume ouïghour de Qocho(高昌回鶻). En 876, les Ouïghours achèvent de rayer de la carte le petit royaume de Yang Yichao, en s'emparant du Zhou de Yi.

## Galerie
| |
| Peinture murale des Tombes d'Astana, découverte en 1972 dans la tombe N°187. On peut voir un plant de bambou en arrière-plan. Cette peinture se trouve à droite d'une représentation d'une femme jouant au go. On a également trouvé dans cette tombe une copie du livre "Tian Bao San Zai" datant de 744. |

|                                                                                                  |
| Peinture murale des Tombes d'Astana, découverte en 1972 dans la tombe de Zhang Lichen (655-702). |

|                                                                        |
| Autre peinture murale provenant de la tombe de Zhang Lichen (655-702). |

|                                                                              |
| Peinture murale des Tombes d'Astana, découverte en 1972 dans la tombe N°187. |

|                                                    |
| Autre peinture murale provenant de la tombe N°187. |

|                                                    |
| Autre peinture murale provenant de la tombe N°187. |

|                                                    |
| Autre peinture murale provenant de la tombe N°187. |

## Voir également
- Protectorat général pour pacifier l'Est
- Protectorat général pour pacifier l'Ouest
- Protectorat général pour pacifier le Nord
- Quatre Garnisons d'Anxi
- Histoire militaire de la Chine
- Rôle du cheval dans la guerre en Asie de l’Est
- Dynastie Tang en Asie centrale